# John Reynolds (ammiraglio)
John Reynolds (Inghilterra, 1713 – Londra, 3 febbraio 1788) è stato un ammiraglio e politico britannico.

## Biografia

### Origini
John Reynolds nacque in Inghilterra attorno al 1713. Appena quindicenne, nel 1728 si arruolò nella Royal Navy e cominciò una carriera decennale nella marina britannica. Tra il 1743 e il 1744 servì a bordo dell'HMS Victory, venendo riassegnato subito prima dell'ultimo fatale viaggio della nave, scomparsa nella Manica durante una tempesta nel settembre 1744 con più di 1100 uomini a bordo.
Nel 1745 venne promosso capitano, ricevendo il comando dell'HMS Scipio. Comandò molte navi nel corso di poco tempo, trovandosi spesso congedato e con solo mezza paga. Venne infine inviato in America a pattugliare il tratto di mare tra la Carolina del Sud e la Giamaica per contrastare le incursioni dei pirati.

### Governatore della Georgia
Rientrato in Inghilterra nel 1751, divenne un protetto del lord cancelliere Philip Yorke, I conte di Hardwicke, il quale lo raccomandò per una posizione di potere nelle colonie. Nel 1754 lord Halifax lo nominò allora governatore della Georgia, dove Reynolds sbarcò il 29 ottobre successivo.
Inizialmente i georgiani lo accolsero bene, ma presto Reynolds dimostrò tutti i suoi limiti. Egli considerava il governo della Georgia come una carica di comodo, e affermava con sprezzo che non avrebbe esitato ad abbandonarla alla prima occasione migliore. Inoltre, a causa della sua educazione marinaresca, pretendeva un'obbedienza assoluta, che mal si conciliava con le istanze autonomistiche dei coloni. Inoltre abolì numerosi uffici e incarichi regionali, affidandoli tutti al suo uomo di fiducia William Little, cosa che gli alienò molte simpatie.
Non si dimostrò inoltre capace di venire a patti con i Creek, e una volta scoppiata la guerra dei sette anni le sue continue richieste di rinforzi a Londra lo fecero sfiduciare anche presso i comandi militari. La situazione in Georgia divenne difficile al punto che nel 1756 l'Assemblea locale poneva sistematicamente il veto su ogni singola risoluzione del governatore, rendendo la colonia di fatto ingestibile.

### Servizio successivo

#### Ritorno e processo
Le lamentele dei georgiani arrivarono direttamente a lord Halifax, che sollevò infine Reynolds dal suo incarico sostituendolo col più capace Henry Ellis. L'ex-governatore avrebbe dovuto sostenere una corte marziale una volta rientrato in Inghilterra, tuttavia ritardò di molte settimane la sua partenza per poter raccogliere prove e testimonianze a suo favore. Infine, quando salpò per la Gran Bretagna all'inizio del 1757, la nave su cui viaggiava venne catturata dai francesi e Reynolds ne rimase prigioniero per circa un anno.
Liberato nel 1758, nel maggio seguente sostenne la propria corte marziale. Non subì condanne, venendo tuttavia privato in maniera definitiva del titolo di governatore, formalmente rimastogli fino ad allora.

#### Carriera navale e morte
Nel 1759 riprese la sua carriera di capitano, partecipando agli scontri marittimi della guerra dei sette anni (era tuttavia distaccato di pattuglia durante la decisiva battaglia della baia di Quiberon, non contribuendo alla vittoria britannica). Continuò a navigare per molti anni, proponendo nel 1768 all'ammiragliato l'adozione un sistema a pale manuali di sua invenzione per permettere alle imbarcazioni di navigare anche in assenza di vento.
Nel 1775 venne promosso contrammiraglio e nel 1778 viceammiraglio, tuttavia poco dopo subì un ictus che lo forzò a mettersi in congedo permanente. Nel 1787 venne promosso ammiraglio onorario, morendo l'anno successivo senza mai essersi ripreso.